# Milionia euroa
Milionia euroa är en fjärilsart som beskrevs av Jordan och Rothschild 1895. Milionia euroa ingår i släktet Milionia och familjen mätare. Inga underarter finns listade i Catalogue of Life.